# إلبروس

شكل ثلاثي الأبعاد لجبل إلبروز بواسطة الرسوميات الحاسوبية.

جبل إلبروس (باللغة الشركسية: Iуашъхьэмафэ)؛ (بالروسية: Эльбрус)‏، (بلغة القراشاي بلقار: Минги таў)، هو بركان خامد يقع في سلسلة جبال القوقاز الغربية في جمهورية قبردينو - بلقاريا، روسيا، بالقرب من الحدود مع جورجيا. قمة إلبروس هي أعلى قمة في جبال القفقاس وفي روسيا وأوروبا، بالنسبة لمن يعتبرون أن الجبل واقع في أوروبا، وبارتفاع يبلغ 5,642 م، وهو في المرتبة العاشرة عالميًا. وقد اتخذته قبردينو - بلقاريا رمزًا في علمها وشعارها. ارتبط اسم إلبروز ببعض الأساطير مثل تقييد بروميثيوس في الجبل بالسلاسل لإعطائه النار للبشر.

## أصل التسمية
أصل كلمة إلبروز هو البرز، وهو مصطلح استخدم في نص زرادشتي مقدس (الأبستاق)، والذي يمثل جبلاً أسطوريًا تحت اسم Harā Bərəzaitī ومعناه «الحارس العالي». بعد إسلام بلاد فارس، استعمل الفارسيون الكلمة المعربة هاربورز التي أصبحت البورز، ومنها اشتقت اسم إلبروز. وقد يكون هناك صلة محتملة بين إلبروز والمصدر الهندو-أوروبي ألبا، الموجود في كلمتي ألبانيا والألب، الذي معناه «جبل» و«أبيض».

### أسماء محلية
في التركية، يدعى الجبل جين - باديشا، ويدعى بالفارسية ألبار أو ألبورس بمعنى «كبير»، ويدعى يالبوز بالجورجية وتعني «شعر الحصان الجليدي»، وبالأديغية يدعى يوأشخيماخوا التي تعني «جبل السعادة»، وبلغة القراشاي-بلقار مينغي تاو (الجبل الخالد).

## الجغرافيا

### الموقع

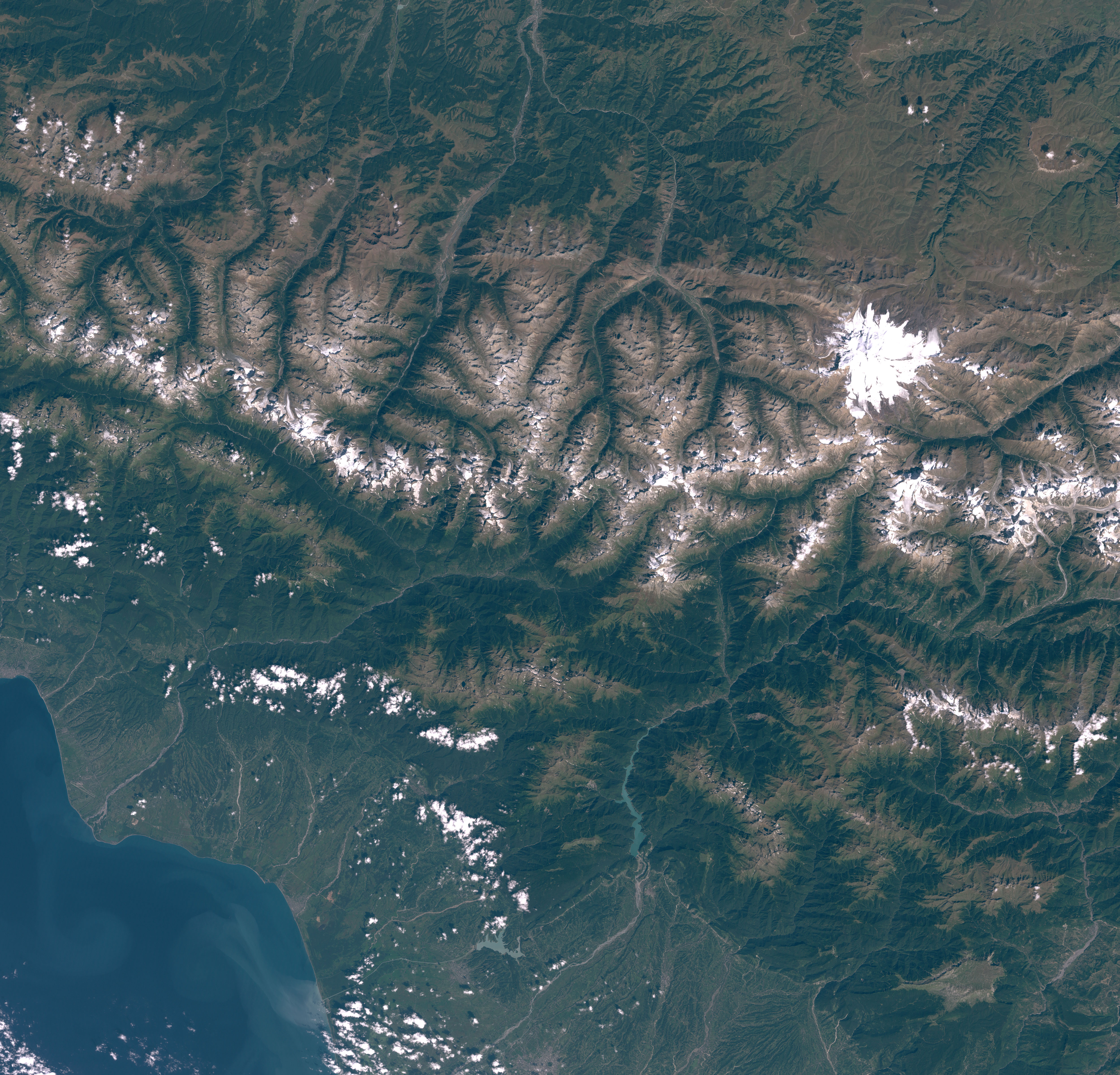
منظر من القمر الصناعي للمنطقة الغربية من القوقاز. جبل إلبروز هو البقعة البيضاء الواقعة شمال خط الثلج.

يقع إلبروز في شمال غرب القوقاز، على بعد 100 كيلو متر من البحر الأسود و400 كيلومتر من بحر قزوين. ارتفاعه يبلغ 5,642 م، وهو يعد أعلى نقطة في سلسلة جبال القوقاز، التي تعتبر هي والأورال الحد الفاصل بين آسيا وأوروبا. يقع إلبروز على بعد 11 كيلو متر شمال الحاجز المائي الذي يرسم الحدود مع جورجيا، فيكون الجبل بأكمله واقعًا في الجمهورية المستقلة ذاتيًا قبردينو - بلقاريا، مما يجعله أعلى قمة في كلا من روسيا والقارة العجوز. يبعد الجبل مسافة 65 كيلو متر جنوب غربي مدينة كيسلوفودسك، ومسافة 80 كيلومتر جنوب غربي لمدينة نالتشيك.

### التضاريس

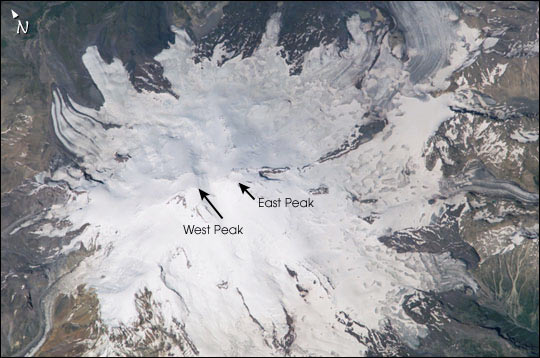
صورة أخذت من قمر صناعي لإلبروز وقمتيه.

إلبروز هو بركان خامد له قمتين رئيسيتين متناظرتين تقريبًا، يوجد بينهما ممر جبلي على ارتفاع 5,416 م تقريبًا، القمة الغربية هي الأعلى بارتفاع 5,642 م، بينما يبلغ ارتفاع القمة الشرقية 5,621 م. يبلغ قطر الفوهة الشرقية من 300 إلى 400 م، التي امتلأت تدريجيًا بالثلج والجليد. تغطي الثلوج 138 كم2 من الجبل، مغذيةً 22 نهر جليدي رئيسي و77 آخر ثانوي التي تغذي أنهُر الباسكان والكوبان والمالكا. تشير الدراسات التي بدأت في العقد الثالث من القرن العشرين، بعض هذه الأنهار الجليدية طولها 400 م، بعد أن فقدت من 80 إلى 500 متر من طولها. يدعى النهرين الرئيسيين بولشوي (الكبير) الذي تبلغ مساحته 23 كم2 وطوله 9,28 كم؛ وإيريك، الذي تبلغ مساحته 10,2 كم2 وطوله 9,31 كم. شكلت هذه الأنشطة الجليدية عدد من البحيرات الغير الواسعة، لكنها عميقة.

### المناخ
يقع إلبروز في نصف الكرة الشمالي، حيث تكون الفترة الصيفية الأقل قسوة. فمن يونيو حتى منتصف سبتمبرن تكون 50% من الأيام مشمسة وتسمح بالصعود للقمة. مع ذلك، يمكن للرياح التي تسيطر عليها الكتل الهوائية الغربية أن تصبح عنيفة جدًا، فتؤدي لخفض سريع لدرجة الحرارة، في الارتفاعات من 4,000 م فما فوق. وحتى في الصيف، يمكن أن تنلع العواصف الثلجية القطبية المؤدية إلى انخفاض درجة الحرارة تقريبًا إلى الصفر. ليس من النادر أن تتجاوز سرعة الرياح 100 كم/ساعة. ففي الشتاء، يمكن أن تنخفض درجة الحرارة إلى ما دون 50 درجة تحت الصفر عند القمة، لكن في الوديان، يمكن أن تؤدي تيارات الهواء الجافة والحارة إلى ذوبان سريع للثلوج. على الارتفاعات المنخفضة، يبلغ متوسط هطول الأمطار 500 مم، مع إمكانية وصولها إلى 1,000 مم في بعض السنوات، وعلى ارتفاع 2,000 م تصل أحيانًا إلى 1,500 مم.

### الحياة النباتية والبرية
على المنحدر الشمالي، حيث الارتفاع يكون بين 1,900 و2,300 متر، توجد غابات من أشجار الصنوبر والقضبان والدردار في الجبل. كما يوجد على الجروف الثلجية غابة نفضية. على ارتفاع 2,300 - 3,000، وتتواجد مروج غنية بالزهور مع خلو الأشجار. أعلى من ذلك، يبدأ حد الثلج والجليد، حيث تكثر أزهار الثلوج والأشنيات المتعددة الألوان مغطية الصخور العارية من الثلوج.
في المنحدر الجنوبي على ارتفاع 1,600 م، تتواجد أشجار الزان والإسفندان والدردار. على ارتفاع 1,600 - 2,100، تتواجد غابة من التنوب. أعلى من ذلك، تكثر أنواع من الزهور التي تنعدم في المنحدر الشمالي.
القوقاز غني بالفصائل الحيوانية، حيث يتواجد في الغابات الفصائل التالية: الدببة البنية والذئاب والوشق والخنازير البرية، وأنواع مختلفة من الأيائل والدلق الأوروبي والقطط البرية وفأر الخيل الأوروبي والطوبين والسناجب والفئران. وفي المناطق المرتفعة، يعيش الماعز والظباء الجبلية. كما يعيش طائرا العقاب والحدأة في غابات إلبروز. أيضًا أنهار جبل إلبروز غنية بالأسماك، لا سيما أسماك التروتة.

### الجيولوجيا

صورة تضاريسية لجبال القوقاز.

تكونت جبال القوقاز من اصطدام الصفيحة العربية مع الصفيحة الأوراسية، مما أدى إلى حدوث عدد من الزلازل في المنطقة. وبما أن الصدع المتكون متصل مع الأناضول وجبال إيران من الجانب، فهذا يجعل من النادر جدًا أن ينشط البركان. يتكون البركان من صخور متحولة (الشست والنيس) وصخور نارية (الريوليت والطف والجرانيت).
بدأ تكون إلبروز قبل 10 ملايين سنة. تغطي التفرا 260 كم2 من مساحة البركان. كما تم العثور فيها على شظايا من الريوليت والريوداسيت والطف والإجنيمبريت.

## التاريخ
عُرف الجبل قديمًا باسم ستروبيلوس، وتعني باللاتينية «مخروط الصنوبر»، واشتقت الكلمة من الإغريقية حيث تعني عند الإغريق «شيء ملتوٍ»، وهو مصطلح نباتي يصف مظهر قمة البركان. تقول الأسطورة أن إلبروز هو المكان الذي قيد فيه زيوس بروميثيوس بالسلاسل، بسبب سرقته للنار من الآلهة وإعطائها للإنسان القديم.

### تاريخ الثورات البركانية
أرّخت الانهيارات البركانية للأحداث البركانية التي وقعت، مما ساعد على الاستدلال على حدوث عدة ثورات بركانية خلال الهولوسين، في الأعوام التالية قبل الميلاد: 8150 ±100، 6200 ±120، 5100 ±100، 4060 ±40 و2520 ±60 سنة. وكان آخر تلك الثورات البركانية المعروفة في 50 بعد الميلاد ±50 سنة. تثير طبيعة البركان الانفجارية، وإمكانية تجدد ثورته القلق لدى سكان شمال وجنوب القوقاز، نظرًا لطبقة الجليد السميكة على القمة. كما يعد وجود الينابيع الحارة وسحابات الأدخنة البركانية، أحد الدلائل على وجود نشاط بركاني حالي.

### تسلق الجبل

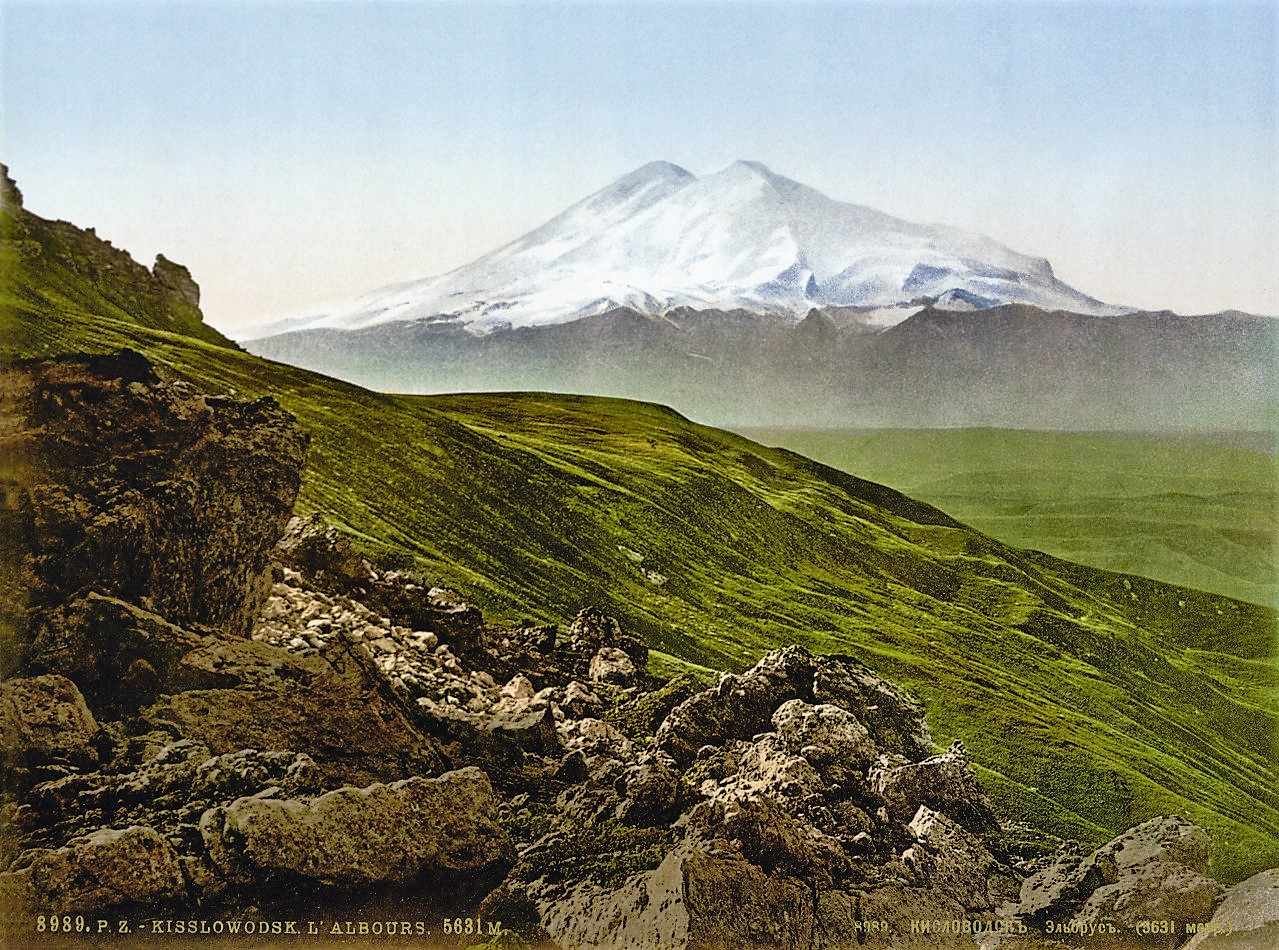
إلبروز.

في 22، استطاع القراشاي كيلار خاشيروف الذي عمل كدليل في بعثة علمية مولها الجيش الروسي وأدارها الجنرال إيمانويل، تسلق واكتشاف القمة الشرقية للجبل للمرة الأولى. وفي 1874، تسلق فريق بعثة بريطانية القمة الغربية، كان الفريق مؤلفًا من الدليل البلقاري أخيا سوتاييف وفلورنس كروفورد غروف وفريديريك غاردنر وهوراس والكر والدليل السويسري بيتر كنوبل. في أواخر القرن التاسع عشر، قام الضابط الطوبوغرافي الروسي أندريه باستوخوف بعدة محاولات للوصول إلى القمة، لكن عدم قدرته على التأقلم بشكل جيد سببت له مشاكل عدة. سميت الصخور التي قام بالتخييم عندها في إحدى محاولاته باسمه تكريمًا له، لما قدمه من معلومات حول الجبل.
في بداية الاتحاد السوفييتي، أصبح تسلق إلبروز من الرياضات الشعبية التي جذبت العديد من المتسلقين، سواءً كانوا محترفين أم لا. وفي شتاء 1936، حاولت مجموعة مهمة من الكومسومول تسلق إلبروز، وفُقد العديد منهم بعد أن انزلقوا على الجليد. في 1956، نُظمت محاولة تسلق جماعية تتألف من 400 متسلق بمناسبة الذكرى الـ 400 لضم قبردينو - بلقاريا، الجمهورية السوفييتية الاشتراكية المستقلة ذاتيًا التي يقع فيها الجبل.

### الحرب العالمية الثانية
لحاجته للوقود، عبر الجيش الألماني نهر الفولغا، باتجاه حقول النفط في بحر قزوين، واحتل الجبل لفترة وجيزة أثناء الحرب العالمية الثانية بفرقة تتألف من 10,000 رجل تدربوا على القتال في الجبال في منتصف 1942. تروي قصة من المحتمل أن تكون ملفقة قصة طيار سوفييتي حصل على وسام لقصفه ملجأ الجبل الرئيسي، (الملجأ الـ 11 الذي بُني بين عامي 1929 و1932)، بينما كان مأهولاً بالعدو. لاحقاً، رشح السوفييتي لنيل ميدالية أخرى لعدم تدميره للكوخ، بل لمخزن الوقود النازي، محافظًا على سلامة الكوخ للأجيال القادمة. عندما وصلت الأخبار لأدولف هتلر أن جنرال ألماني قام بإرسال مجموعة من الجنود لتسلق قمة إلبروز بهدف زرع العلم النازي عليه، غضب كثيرًا ودعا المحاولة بـ «المجازفة الخطرة»، وهدد الجنرال بأنه سيحاكم عسكريًا. في 1971، بني متحف حربي في محطة مير، على ارتفاع 3,470 م، لإحياء ذكرى ضحايا هذا الحادث، على الرغم من أن الكثير من هؤلاء الضحايا لم يعثر عليهم قط؛ ويزور المتحف 9,000 زائر كل سنة.

## النشاطات

### صعود الجبل

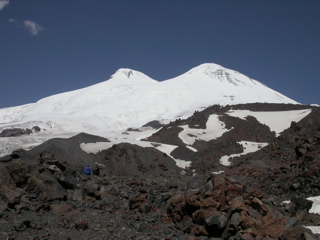
قمتا إلبروز.

بدأ بناء التلفريك في الجبل سنة 1959 وانتهى سنة 1976، وبُني لينقل الزوار حتى ارتفاع 3,800 م. ويتألف التلفريك من ثلاثة أقسام، الأول يبدأ من طريق أزو على ارتفاع 2,180 م في الوادي ليصل إلى ارتفاع 2,970 م، فينزل الشخص من التلفريك في نهاية مثلجة مالي أزو، وهذا الطريق هو الأسهل والأكثر أمنًا. الثاني يؤدي إلى محطة مير على ارتفاع 3,470 م. أما الثالث هو عبارة عن كرسي متحرك يوفّر ساعة من المشي، ويصل إلى ملاجئ غاراباشي على ارتقاع 3,800 م. لا تزال هذه المنشآت تعمل وتشكل جزءً من منتجع للتزلج الذي يحقق أرباحًا كبيرة في أبريل ومايو.

### التسلق
هناك عدة طرق تعبر الجبل. الطريق العادي الخالي من الصدوع، الذي يستكمل بالتلفريك حتى القمة. في الصيف، من المعتاد أن تجد مئة شخص يصعدون إلى القمة من خلال الطريق العادي كل يوم. من الناحية التقنية، الطريق ليس صعبًا، لكنه يتطلب جهدًا بدنيًا، وذلك لأن المنحدر حاد والرياح عاتية. في الشتاء، يصبح من الصعب التسلق بهذه الطريقة، بسبب الظروف المناخية القاسية، حيث يكون معظم المتسلقين محترفين. تصل متوسط حالات الوفاة سنويًا من 15 حتى 30 حالة، والسبب الرئيسي لذلك هو قلة النظام والمعدات الضعيفة والإصابة بداء المرتفعات في بعض المحاولات. في 2004، كان عدد الضحايا ثماني وأربعين ضحية.

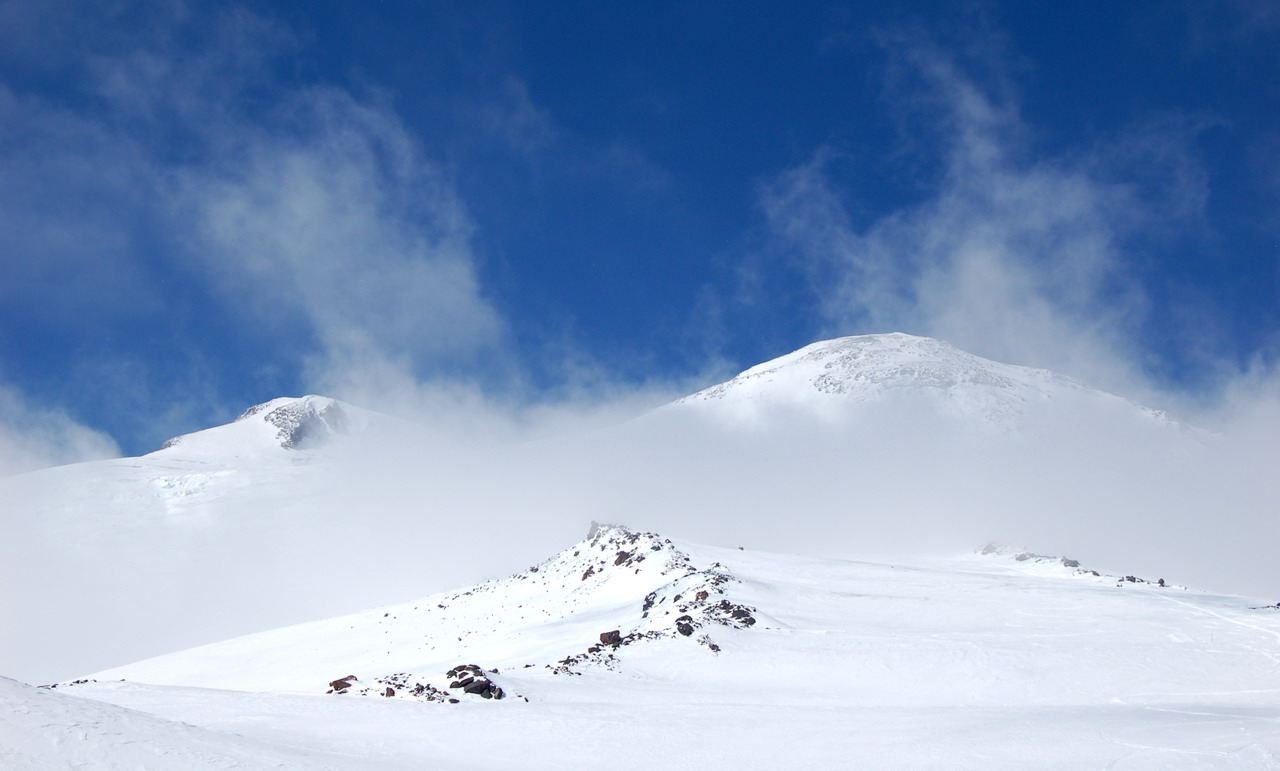
منظر لقمتا إلبروز من ارتفاع 4,200 م.

في المنحدر الجنوبي، تعتبر الطريق العادية الأسهل والأسرع والأكثر أمانًا من خلال استخدام المصاعد حتى ملاجئ غاراباشي، التي تقدم اثنا عشر مقطورة أسطوانية وستة أسرة في كل واحد منها، مع توافر الماء من ذوبان الجليد والتدفئة الكهربائية. على بعد ساعة ونصف مشيًا بعد الملجأ وعلى ارتفاع 4,690 م، يقع ملجأ ديزل الي يسع 50 شخصًا، والذي بني عام 2001، مكان الملجأ 11 القديم الذي أحترق خطأً في 27. بعد ساعتين إضافيتين من المشي، يمر الطريق العادي بالقرب من صخور «باستوخوفا»، الحد الذي يمكن السفر إليه باستخدام المركبة الثلجية. لا يمكن إتمام عملية التسلق إلى القمة بعد هذه النقطة إلا سيرًا على الأقدام، حيث تستغرق العملية 10 ساعات. خط السير بشكل عام مُضاء، لكن قد يصبح خطيرًا إذا قام الشخص بالابتعاد عنه لأكثر من خمسين ياردة، بسبب بعض الشقوق والنقص في المعدات. هناك طريق بديل يسمح بالوصول إلى ملجأ ديزل من مخيم الجليد، على ارتفاع 3,680 م.
يوجد طريق آخر يسمح بالوصول إلى القمة عن طريق كيوكيورتليو-كولباشي (4,639 م) عن طريق قبة كوبول على ارتفاع 4,912 م، على السفح الغربي للجبل. يعتبر هذا الطريق أطول بكثير، ويمكن الوصول إليه إما من القسم الأول للتلفريك عبر الركام، باتجاه الشمال الغربي عن طريق ممر خوتيوتاو الجبلي، ثم الانحراف نحو الأعلى باتجاه القمة، وإما من وادي خورزوك في جمهورية قراتشاي - تشيركيسيا. ليس هناك ملجأ لكن التضاريس تسمح بالتخييم بشكل أفضل. بالإضافة إلى طرق أخرى من الشرق عبر الوادي، المثلجة وممر إيريك الجبلي (3,667 م) أو من الشمال، لكن الطرق هناك أكثر خطورة لعدم وجود المنشآت.

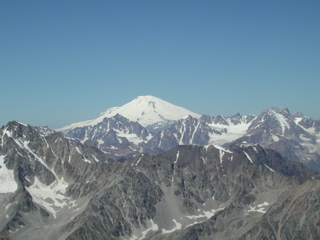
منظر لإلبروز من الشرق.

في الحقبة السوفييتية، أقيمت على الجبل مسابقات سرعة تسلق، كما أصبح مكانًا لتدرب البعثات الوطنية إلى الهيمالايا عامي 1982 و1989. أثبت المتسلقون الجيدون قوة تحملهم خلال هذا الحدث الهام. وفي سبتمبر 1987، نظم فلاديمير باليبيردين أول سباق رسمي بين الملجأ والممر الجبلي. وفي 1990، حطم أناتولي بووكريف الرقم القياسي لتسلقه من الملجأ وحتى القمة الشرقية خلال ساعة وسبعة وأربعين دقيقة. في 2005، ومع ازدياد شعبية الرياضات الخطرة، وتزايد عدد المتسلقين في روسيا، اعيد تنظيم هذا الحدث حيث نُظم سباق جديد بين بوشكي والقمة الغربية. في 2006، شارك أفضل المتسلقين من الجمهوريات السوفييتية السابقة في المسابقة: دينيس أوروبكو من كازاخستان، سيرغي سيليفيرستوف وألكساندر كيريموف من قيرغيزستان، سيرغي سوورمونين من روسيا. لأول مرة، قطع دينيس أوروبكو أحد الطرق التي يمكن من خلالها الوصول إلى 3000 م، مع خلال غابات أزو على ارتفاع 2,400 م وصولاً إلى القمة الغربية، خلال وقت قدره 3 ساعات و55 دقيقة و58 ثانية. وعلى الطريق البادئ من ملاجئ غاراباشي، كانت سفيتلانا شاريبوفا أسرع امرأة تقطع هذا الطريق بزمن قدره 3 ساعات و21 دقيقة و29 ثانية.
من الممكن أخذ جولة في جبل إلبروز، حيث يتطلب الطريق الأسهل من 8 إلى 10 أيام من التنزه، من خلال المرور عبر عدة أنهُر جليدية وممرات جبلية. تبدأ الجولة بقرية باكسان في وادي كيرتيك، مرورًا بممر كيرتيكوش الجبلي (3,242 م)، نزولاً باتجاه نهر مالكا، حيث من الممكن رؤية شلالات السلطان التي يبلغ ارتفاعها أربعين متر بالقرب من ينابيع جيلاسو، وصولاً إلى خورزوك بعد ممر بورونتاش الجبلي (3,072 م)، لتنتهي الجولة بعبور نهر أولو-كام وممر خوتيوتاو الجبلي (3,456 م) ومثلجة أزو، حيث يتم النزول باتجاه تيرسكول للعودة إلى نقطة البداية.
بعد نهاية الاتحاد السوفييتي، عانت صيانة الملاجئ سياسيًا، حيث حل محلها الأعمال التجارية وإنشاء عدد كبير من المنتجعات السياحية الكبيرة الخاصة، التي تقدم خدمة الينابيع الساخنة. بعد ذلك، اختفت هذه الظاهرة وعادت الحكومة لتتسلم السلطة السياحية على الجبل.

### الحماية البيئية
تم تأسيس حديقة وطنية في 1986 على المنحدرات الشرقية لإلبروز، حول حوض نهر باكسان، بهدف حماية الحياة البرية وتعزيز السياحة. تغطي حديقة بريلبروسي مساحة 1,004 كم2 مقسمة إلى ثلاثة مناطق، إضافة إلى منطقة عازلة منظمة مساحتها 278 كم2. تغطي الأنهار الجليدية 15% من مساحة الحديقة. ومع ذلك، لا يزال التلوث مشكلة بيئية كبيرة على الجبل، حيث تكون الطرق الأكثر استخدامًا مليئة بالنفايات بسبب التسلق، وتستخدم الشقوق كمراحيض خارجية وأماكن لرمي القمامة، ويتناثر البراز على الثلج.